# Alexei Leonidowitsch Rastorgujew
Alexei Leonidowitsch Rastorgujew (russisch Алексей Леонидович Расторгуев; geb. 29. März 1958 in Moskau, Sowjetunion (heute Russland); gest. 5. Oktober 2023) war ein russischer Kunsthistoriker, Doktor der Kunstgeschichte, außerordentlicher Professor und Sammler von griechischen Ikonen. Rastorgujew war spezialisiert auf die Kunst der Spätantike, die Kunst des westeuropäischen Mittelalters, byzantinische und postbyzantinische Ikonen, die Geschichte der christlichen Ikonografie, die Kunst der nördlichen Renaissance und die Kunst des 20. Zu seinen Forschungsinteressen gehörten die Kunst und Kultur des mittelalterlichen Europas und der Frührenaissance, zeitgenössische Kunstkritik und Fragen der Kulturwissenschaft.

## Biografie
1980 schloss Rastorgujew sein Studium an der Fakultät für Geschichte und Kunsttheorie der Staatlichen Lomonossow-Universität Moskau ab und beendete 1984 sein Postgraduiertenstudium an der Abteilung für Allgemeine Kunstgeschichte. Seitdem war Rastorgujew dem Fachbereich treu geblieben, zunächst als Assistent und Nachwuchswissenschaftler, und seit 1991 als außerordentlicher Professor. Er unterrichtete „Einführung in die Kunstgeschichte“, „Die Kunst des westeuropäischen Mittelalters“, „Geschichte der christlichen Ikonografie“, „Die Kunst der nördlichen Renaissance von Dürer bis Bruegel“, „Künstlerische Probleme der Spätgotik“ und zahlreiche Spezialkurse und Sonderseminare. Rastorgujew sprach neben seiner Muttersprache Russisch fließend Englisch, Französisch, Deutsch, Italienisch und etwas Latein.
1984 verteidigte Rastorgujew seine Doktorarbeit russisch «Перспектива в живописи итальянского Возрождения. Основные этапы её исторического развития» ‚Perspektive in der italienischen Renaissance-Malerei. Die wichtigsten Etappen ihrer historischen Entwicklung‘. Sein Doktorvater war der Kunsthistorikers Wiktor Nikolajewitsch Graschtschenkow.
Rastorgujew war seit 2009 Mitglied der Assoziation der Kunsthistoriker (AIS, russisch Ассоциации искусствоведов), seit 2006 Mitglied der Moskauer Künstlervereinigung (russisch Московского союза художников), Abteilung für Kunstkritik, seit 1993 Mitglied der Internationalen Vereinigung Missing Art in Europe, seit 2011 Ehrenmitglied der Russischen Akademie der Künste (russisch Российская академия художеств).
Rastorgujew war Kurator von Projekten und Ausstellungen: einer Ausstellung von Zeichnungen in der Bremer Sammlung (Moskau, 1993), einer Ausstellung von Zeichnungen Albrecht Altdorfers aus der Sammlung von Franz Koenigs (Rotterdam, Museum Boijmans Van Beuningen, 1995), einer Ausstellung von Stichen von Valentin Le Campion (Moskau, 2005) und der Galerie Peter der Große in Paris.
In den Jahren der Perestroika veröffentlichte er (unter Pseudonymen) in der Pariser Zeitschrift Le Grand Continent und in der Pariser Zeitung Русская Мысль. Später veröffentlichte er in der gleichen Zeitung unter seinem eigenen Namen.

## Werke (Auswahl)
- Перспектива в живописи итальянского Возрождения. Основные аспекты проблемы. In: Проблемы истории античности и средних веков. Moskau 1983, S. 128–145 (russisch, deutsch: Perspektive in der italienischen Renaissance-Malerei. Die wichtigsten Aspekte des Problems).
- Пространственные структуры в живописи Паоло Веронезе. Опыт интерпретации. In: Советское искусствознание’82. Nr. 2. Moskau 1984, S. 215–233 (russisch, deutsch: Räumliche Strukturen in der Malerei von Paolo Veronese. Erfahrung der Interpretation).
- Обманки. In: Декоративное искусство. Nr. 6, 1984 (russisch, deutsch: Betrüger).
- Измерение пространства человеческой фигурой. К истории одного композиционного приема в живописи раннего Возрождения. In: Пространство картины. 1988 (russisch, deutsch: Die Vermessung des Raums durch die menschliche Figur. Zur Geschichte einer Kompositionstechnik in der Malerei der frühen Renaissance).
- Новая жизнь, или возвращение к колыбельной. In: Иосиф Бродский размером подлинника. Tallin 1990, S. 193–214 (russisch, deutsch: Neues Leben oder Rückkehr zum Wiegenlied).
- Интуиция абсолюта в поэзии Иосифа Бродского. In: Звезда. Nr. 1, 1993, S. 173–183 (russisch, deutsch: Die Intuition des Absoluten in der Poesie von Joseph Brodsky).
- К истории коллекции рисунков Дрезденского гравюрного кабинета. In: Elizabeth Simpson (Hrsg.): The Spoils of War—World War II and Its Aftermath: The Loss, Reappearance, and Recovery of Cultural Property. Veröffentlichung zum Internationalen Symposium „The Spoils of War—World War II and Its Aftermath: The Loss, Reappearance, and Recovery of Cultural Property“ in New York City, 1995. Harry N. Abrams in association with the Bard Graduate Center, New York 1996, S. 160–166 (russisch, deutsch: Zur Geschichte der Sammlung von Zeichnungen des Dresdner Kupferstichkabinetts).
- Место и природа символа в пространственной композиции итальянских «Благовещений» XV века. In: Вопросы искусствознания. Band XI, Nr. 2.97. Moskau 1997, S. 298–317 (russisch, deutsch: Ort und Natur des Symbols in der räumlichen Komposition der italienischen Verkündigungen des 15. Jahrhunderts).
- Синайские иконы. In: Русская мысль. August 1999 (russisch, deutsch: Ikonen des Sinai).
- Музеи Ватикана. In: Журнал «ГЕО». Nr. 2, 1999 (russisch, deutsch: Vatikanische Museen).
- Сикстинская капелла Ватикана. In: Журнал «ГЕО». Nr. 4, 1999 (russisch, deutsch: Die Sixtinische Kapelle im Vatikan).
- Памяти учителя. In: Итальянский сборник. Nr. 4. Moskau 2005, S. 5–7 (russisch, deutsch: Zum Gedenken an den Lehrer).
- Изучение христианской культуры как часть религиозного опыта современности: от С. С. Аверинцева до наших дней. In: Церковное искусство и его преподавание. Tagungsband der Wissenschaftlichen Konferenz der Theologischen Akademie von Swjato-Philaretow. Moskau 2007, S. 34–61 (russisch, deutsch: Das Studium der christlichen Kultur als Teil der religiösen Erfahrung der Moderne: von Sergei Sergejewitsch Awerinzew bis heute).
- Выставка собрания Петра Ивановича Щукина в Историческом музее. In: Сайт Ассоциации искусствоведов. 2006 (russisch, deutsch: Ausstellung der Sammlung von Pjotr Iwanowitsch Schtschukin im Historischen Museum).
- Жизнь и труды Эмиля Маля. Предисловие к переводу книги Э.Маля «Религиозное искусство XIII века во Франции». In: Эмиль Маль. Религиозное искусство XIII века во Франции. Moskau 2009, S. 5–20 (russisch, deutsch: Das Leben und die Werke von Émile Mâle. Vorwort zur Übersetzung von Émile Mâles Buch „Religiöse Kunst des dreizehnten Jahrhunderts in Frankreich“).
- Отдельные части прошлого. In: Дважды диссидент. Сборник памяти Владимира Прибыловского. Звезда, 2017, S. 140–145 (russisch, deutsch: Ausgewählte Abschnitte der Vergangenheit).
- Юра Николаев: Париж… Рим… In: Юра Николаев: был, участвовал, состоял. Воспоминания жены, друзей и товарищей. Boris Gribanowsko, Paris / San Francisco 2019, S. 71–80 (russisch, deutsch: Jura Nikolaew: Paris... Rom...).

Dissertation
- Перспектива в живописи итальянского Возрождения. Основные аспекты проблемы. In: Проблемы истории античности и средних веков. Moskau 1983, S. 128–145 (russisch, deutsch: Perspektive in der italienischen Renaissance-Malerei. Die wichtigsten Aspekte des Problems).

## Dokumentarfilm
- Алексей Расторгуев. «4 элемента Джузеппе Арчимбольдо». Телепрограмма-лекция из серии «История искусства». ИП Петросянц В.Е. по заказу ВГТРК. 2019 г. ГТРК «Культура». 19. Juni 2019. 50 min.